# Aurahi (Saptari)
Aurahi – gaun wikas samiti we wschodniej części Nepalu w strefie Sagarmatha w dystrykcie Saptari. Według nepalskiego spisu powszechnego z 2001 roku liczył on 914 gospodarstw domowych i 4579 mieszkańców (2247 kobiet i 2332 mężczyzn).